# Arthemesia

Arthemesia

Arthemesia — финская группа, игравшая мелодичный блэк-метал в период с 1994 по 2010 года. Её имя было взято из латинского названия полыни горькой (Artemisia absinthium). В её музыке находила отражение философские взгляды участников, а именно — прославление оккультизма и сатанизма, а также природы и шаманизма.
Группа была основана в 1994 году вокалистом Valtias Mustatuuli и гитаристом Routa и первоначально называлась Celestial Agony. Первую демозапись они сделали тольков 1998 году, когда к ним присоединились Jari «Arbaal» Mäenpää (гитара), Jukka-Pekka Miettinen (бас) и Oliver Fokin (ударные). В дебютный студийный альбом Devs Iratvs, изданный в 2001 году, вошли записи из нескольких ранних демо. В 2004 году Мяэнпяя покинул Arthemesia и создал собственную группу Wintersun. Группа выпустила в 2009 году второй альбом a.O.a. и через год объявила о распаде.

## Состав
- Valtias Mustatuuli — вокал
- Jukka-Pekka Miettinen (Mor Voryon) — гитара, клавишные, бэк-вокал
- S.M. NekroC — гитара
- Magistra Nocte (Erna Siikavirta) — клавишные, бэк-вокал
- Erzebeth Meggadeath — ударные

### Бывшие участники
- Routa — гитара, клавишные
- Kimmo Miettinen (Mor Vethor) — ударные
- Jari Mäenpää (Arbaal) — гитара, клавишные, вокал
- Kai Hahto (Dr. KH) — ударные
- Janne Leinonen (G’thaur) — бас
- Oliver Fokin — ударные
- Aconitum — бас

## Дискография

### Демозаписи
- Demo ’98 (1998)
- The Archaic Dreamer (1999)
- Promon02AB (2002)
- ShamaNatahS (2006)
- The Hyperion Elements (2007)

### Альбомы
- Devs Iratvs (2001)
- a.O.a. (2009)